# Ace Lightning
Ace Lightning è una serie televisiva britannica, trasmessa, in Italia nel 2004 da RaiSat Ragazzi.
La serie ha la particolarità di combinare gli attori in carne ed ossa ad animazioni computerizzate. Alcuni personaggi, infatti, sono completamente creati col computer, come Lord Fear e lo stesso Ace Lightning da cui la serie prende il nome.

## Trama
Il tredicenne Mark Hollander si è appena trasferito dall'Inghilterra in nord America. Un giorno, mentre sta giocando al suo videogioco preferito, Ace Lightning and the Carnival of Doom, scopre un livello che non dovrebbe esistere. Quando comincia a giocare questo livello una luce improvvisa avvolge la casa e i personaggi del videogioco diventano reali. Credendo che il mondo reale sia solo un altro livello di gioco, Ace Lightning, il protagonista, cerca così di convincere il ragazzo ad aiutarlo a sconfiggere il suo eterno nemico, Lord Fear e a trovare i pezzi mancanti del magico amuleto di Zoar.

## Episodi
| Stagione         | Episodi | Prima TV UK | Prima TV Italia |
| ---------------- | ------- | ----------- | --------------- |
| Prima stagione   | 26      | 2002-2003   |                 |
| Seconda stagione | 13      | 2005        |                 |